# Rajd 1000 Miglia 2012
Rajd 1000 Miglia 2012 (36. Rally 1000 Miglia) – 36 edycja rajdu samochodowego Rajd 1000 Miglia rozgrywanego we Włoszech. Rozgrywany był od 19 do 21 kwietnia 2012 roku. Bazą rajdu była miejscowość Brescia. Była to druga runda Rajdowych Mistrzostw Europy w roku 2012. Rajd był zarazem drugą rundą Rajdowych Mistrzostw Włoch. Składał się z 15 odcinków specjalnych.

## Klasyfikacja rajdu
| Msc..                        | Kierowca                     | Pilot                        | Samochód                     | Czas                         | Strata                       |                              |
| Klasyfikacja generalna i ERC | Klasyfikacja generalna i ERC | Klasyfikacja generalna i ERC | Klasyfikacja generalna i ERC | Klasyfikacja generalna i ERC | Klasyfikacja generalna i ERC | Klasyfikacja generalna i ERC |
| ---------------------------- | ---------------------------- | ---------------------------- | ---------------------------- | ---------------------------- | ---------------------------- | ---------------------------- |
| 1.                           | Giandomenico Basso           | Mittia Dotta                 | Ford Fiesta RRC              | 3:00:28.2                    | 0.0                          |                              |
| 2.                           | Paolo Andreucci              | Anna Andreussi               | Peugeot 207 S2000            | 3:01:46.5                    | +1:18.3                      |                              |
| 3.                           | Umberto Scandola             | Guido D’Amore                | Škoda Fabia S2000            | 3:02:22.5                    | +1:54.3                      |                              |
| 4.                           | Juho Hänninen                | Mikko Markkula               | Škoda Fabia S2000            | 3:02:42.8                    | +2:14.6                      |                              |
| 5.                           | Matteo Gamba                 | Emanuele Inglesi             | Peugeot 207 S2000            | 3:03:41.4                    | +3:13.2                      |                              |
| 6.                           | Stefano Albertini            | Simone Scattolin             | Peugeot 207 S2000            | 3:04:06.4                    | +3:38.2                      |                              |
| 7.                           | Luca Betti                   | Maurizio Barone              | Peugeot 207 S2000            | 3:06:56.5                    | +6:28.3                      |                              |
| 8.                           | Marco Signor                 | Patrick Bernardi             | Škoda Fabia S2000            | 3:07:41.1                    | +7:12.9                      |                              |
| 9.                           | Petar Gyoshev                | Dimitar Spasov               | Peugeot 207 S2000            | 3:11:27.2                    | +10:59.0                     |                              |
| 10.                          | Jan Černý                    | Pavel Kohout                 | Citroën DS3 R3T              | 3:12:56.8                    | +12:28.6                     |                              |